# Eva Pflug
Eva Pflug (Lipcse, 1929. június 12. – Grünwald, 2006. augusztus 5.) német színésznő és szinkronszínész. Az első német sci-fi televíziós sorozatban, az Őrjárat a kozmoszban – Az Orion űrhajó fantasztikus kalandjaiban Tamara Jagellovsk hadnagyot alakította, Dietmar Schönherr, Ursula Lillig, Charlotte Kerr, Claus Holm, Wolfgang Völz és Friedrich G. Beckhaus társaságában. Szinkronszínészként (német nyelven) az ő hangján szólalt meg – többek között – Julie Christie, Ursula Andress vagy Anne Bancroft.

## Filmográfia
- A felügyelőnő –  Henriette Krantz (2004)
- Tetthely (Nicht jugendfrei epizód) –  Anette Bosper (2004)
- Orion űrhajó - A visszatérés (2003)
- Álom és szerelem – Elisabeth Betterton (2002)
- Alfacsapat - Az életmentők – Luise Reber (2001)
- Cobra 11 – Maria Wagner (2000)
- Jószomszédi csiki-csuki – Trude (1993)
- Két férfi, egy eset – Dora Zoller / Richter (1981–1989)
- Tetthely (Kassensturz epizód) – Cynthia Lademaker (1976)
- A választ csak a szél ismeri – Karin Lucas (1974)
- A felügyelő – Josefa Koschena (1974)
- Őrjárat a kozmoszban – Az Orion űrhajó fantasztikus kalandjai – Tamara Jagellovsk hadnagy (1966)
- A vérdíj – Schäfer-Ammi (1958)
- Istenek tanácsa – Mabel Lawson (1950)

## További információ
- Eva Pflug a PORT.hu-n (magyarul)
- Eva Pflug az Internetes Szinkronadatbázisban (magyarul)
- Eva Pflug az Internet Movie Database-ben (angolul)
- Eva Pflug a Rotten Tomatoeson (angolul)
- Eva Pflug az AlloCiné weboldalán (franciául)
- Eva Pflug Profile. Famousfix.com. (Hozzáférés: 2023. január 18.)